# De första åren
Albums de Agnetha Fältskog
My Colouring Book
(2004) My Very Best
(2008)
De första åren (« Les Premières Années ») est un coffret de la chanteuse suédoise de pop membre du groupe ABBA, Agnetha Fältskog, sorti en 2004.
Ce coffret contient tous ses enregistrements officiels, excluant les apparitions télévisées.

## contenu

### CD 1: Agnetha Fältskog (1968)
1. " Jag var så kär  (J’étais tellement amoureuse)  3:18
2. "  Jag har förlorat dej  (Je t'ai perdu)  3:25
3. "  Utan dej mitt liv går vidare  (Sans toi ma vie peut continuer)  2:47
4. "  Allting har förändrat sej (Tout a changé)   3:10
5. "  Försonade  (Reconciliation)  2:57
6. "  Slutet gott allting gott  (Tout est bien qui finit bien)  1:43
7. "  Tack Sverige (Merci la Suède)   3:00
8. "  En sommar med dej (Un été avec toi)   3:20
9. "  Snövit och de sju dvärgarna  (Blanche Neige et les sept nains)  3:07
10. "  Min farbror Jonathan (Mon oncle Jonathan)   2:31
11. "  Följ med mig  (Suivez-moi)  1:35
12. "  Den jag väntat på (Celui que j'attendais)   2:24

### CD 2: Agnetha Fältskog Vol. 2 (1969)
1. "  Fram för svenska sommaren  (Bon baisers de l'été suédois)  2:26
2. "  Lek med dina dockor (Joue avec tes poupées)   2:15
3. "  Ge dej till tåls (Prend ton temps)   2:25
4. "  Skål kära vän (À vos souhaits)   2:05
5. "  Glöm honom (Oublie-le)   2:15
6. "  En gång fanns bara vi två (Il était une fois nous deux)   2:41
7. "  Hjärtats kronprins (Le prince des cœurs)   2:35
8. "  Det handlar om kärlek (Concerto d'amour)   2:26
9. "  Som en vind kom du till mig (Tu me reviens comme le vent)   3:24
10. "  Agnetha – Señor Gonzales    2:28
11. "  Zigenarvän (L'ami gitan)   2:54
12. "  Tag min hand låt oss bli vänner (Prends ma main et devenons amis)   2:14

### CD 3: Som jag är (ainsi suis je)(1970)
1. "  Som ett eko (Comme un écho)   3:09
2. "  När jag var fem (Quand j'avais cinq ans)   3:08
3. "  En sång och en saga (Une chanson une légende)   3:35
4. "  Tänk va' skönt (Pense comme c'est beau)   3:21
5. "  Ta det bara met ro (Ne t'emballe pas)   2:10
6. "  Om tårar vore guld (Si les larmes étaient d'or)   3:27
7. "  Hjärtats saga (Histoires de cœur)   2:18
8. "  Spela vår sång  (Joue notre chanson)  2:18
9. "  Agnetha Fältskog med Björn Ulvaeus – Så här börjar kärlek (Ainsi commence l'amour)  2:31
10. "  Du ska minnas mig  (Tu ne m'oublieras pas)  3:11
11. "  Jag ska göra allt (Je ferais tout)   3:46
12. "  Sov gott min lilla vän (Dodo petit adoré)    2:44

### CD 4: När en vacker tanke blir en sång (Quand une belle pensée devient une chanson) (1971)
1. "  Många gånger än (Il y a bien longtemps)   2:35
2. "  Jag vill att du skall bli lyckig (Je te souhaite d’être heureux)   3:05
3. "  Kungens vaktparad (La marche de la garde royale)   2:40
4. "  Mitt sommarland (Mon pays d'été)   2:23
5. "  Nya ord (De nouveaux textes)   2:13
6. "  Jag skall inte fälla några tårar  (Je ne verserais pas trop de larmes)  1:59
7. "  Då finns du hos mig (Te voila avec moi)   2:30
8. "  Han lämnar mig för att komma till dig (Il me quitte pour te rejoindre)   3:03
9. "  Kanske var min kind lite het (Mes joues semblaient rouges)   3:07
10. "  Sången föder dig tillbaka (La musique nous ressuscite)   3:13
11. "  Tågen kan gå igen (Les trains peuvent partir)   3:06
12. "  Dröm är dröm, och saga saga (Un rêve est un rêve, un conte en est un autre)   3:25

### CD 5: Elva kvinnor i ett hus (onze femmes dans une maison)(1975)
1. "  S.O.S. 3:23
2. "  En egen trädgård (Mon propre jardin)   2:35
3. "  Tack för en underbar, vanlig dag (Merci pour ce merveilleux jour ordinaire)   2:39
4. "  Gulleplutt (Mon "tout à moi")   2:56
5. "  Är du som han? (Serais-tu comme lui ?)   2:50
6. "  Och han väntar på mej (Et il m'attend encore)   3:03
7. "  Doktorn! (Docteur!)   2:51
8. "  Mina ögon (Mes yeux)   3:04
9. "  Dom har glömt (Ils ont oublié)   3:49
10. "  Var det med dej? (Qu'est ce qui t'arrive?)   3:39
11. "  Visa i åttonde månaden (Chanson du huitième mois)   3:57

### CD 6 (bonus cd)
1. "  När du tar mej i din famn (Quand tu me prends dans tes bras)  (A. Fältskog/Ingela "Pling" Forsman) 4:07
2. "  Tio mil kvar till Korpilombolo (10000 lieues de Korpilombolo) (A. Fältskog/B.Ulvaeus/P.Himmelstrand) 3:00
3. "  Vart ska min kärlek föra  (Où mon amour me conduira ?)(Andrew Lloyd Webber/Tim Rice/Britt G Hallqvist) 3:20
4. "  En sång om sorg och glädje  (Une chanson de tristesse et de joie)  (Mario Chepstone/Giosy Capuano/Mike Shepstone/S. Anderson) 3:45
5. "  Någonting händer med mej (Quelque chose m'arrive)  (Alan Moorehouse/Bo-Göran Edling) (with Jörgen Edman) 2:35
6. "  Litet solskenbarn (Petit enfant du soleil)(Peter Howlett Smith/Karl Gerhard Lundkvist) (Face B de of 'Om tårar vore guld') 3:10
7. "  Så glad som dina ögon (Joyeux comme tes yeux)(A. Fältskog/Kenneth Gärdestad) (Face B de 'Tio mil kvar till Korpilombolo') 3:00
8. "  Nu ska du bli stilla (Tu es calme maintenant) (Andrew Lloyd Webber/Tim Rice/Britt G Hallqvist) 3:48
9. "  Sjung denna sång  (Chante cette chanson) (Sonny Bono/Charles Greene/Brian Stone/A. Fältskog) (with Jörgen Edman) 2:40
10. "  Vi har hunnit fram till refrängen (Nous arrivons au refrain)(Neil Sedaka/Howard Greenfield/S. Anderson) 4:06
11. "  Here For Your Love (Ici pour ton amour) (A. Fältskog/Bosse Carlgren)(version anglaise de 'Tio mil kvar till Korpilombolo') 2:54
12. "  Golliwog (Polisson) (A. Fältskog/Bosse Carlgren)(version anglaise de 'Gulleplut') 2:55
13. "  The Queen Of Hearts (La reine des cœurs) (A. Fältskog/Ingela "Pling" Forsman)(version anglaise demo de "När du tar mej i din famn" 3:20)
14. "  Det var så här det började (C'est ainsi que tout a commencé) (interview radiophonique et demos)  4:58
15. "  Borsta tandtrollen bort (Brosse bien tes dents) flexidisc de la campagne pour le brossage des dents  1:52

Nu ska du bli stilla &  Vart ska min kärlek föra sont des versions studios reenregistrées de  versions live de l'album de l'opéra rock Jesus Christ Superstar (swedish version 1972).

### Sources
- Booklet, Agnetha Fältskog: De Första Åren;– 1967-1979